# Коноваловское сельское поселение (Татарстан)
Коноваловское се́льское поселе́ние — муниципальное образование в Мензелинском районе Татарстана Российской Федерации.
Административный центр — село Коноваловка.

## История
Статус и границы сельского поселения установлены Законом Республики Татарстан от 31 января 2005 года № 50-ЗРТ «Об установлении границ территорий и статусе муниципального образования "Мензелинский муниципальный район" и муниципальных образований в его составе».

## Население
| 2010 | 2011 | 2012 | 2013 | 2014 | 2015 | 2016 |
| ---- | ---- | ---- | ---- | ---- | ---- | ---- |
| 978  | ↘971 | ↘950 | ↘946 | ↘929 | ↗958 | ↗964 |
| 2017 | 2018 |      |      |      |      |      |
| ↘946 | ↘918 |      |      |      |      |      |

## Состав сельского поселения
| № | Населённый пункт | Тип населённого пункта       | Население |
| - | ---------------- | ---------------------------- | --------- |
| 1 | Белопахотный     | посёлок                      |           |
| 2 | Канонерка        | деревня                      |           |
| 3 | Коноваловка      | село, административный центр |           |
| 4 | Старая Ашпала    | деревня                      |           |
| 5 | Топасево         | село                         |           |
| 6 | Фионовка         | посёлок                      |           |